# Abu-l-Qàssim Unujur ibn al-Ikhxid
Abu-l-Qàssim Unujur ibn al-Ikhxid (àrab: أبو القاسم أنوجور بن الإخشيد, Abū l-Qāsim Unūjūr ibn al-Iẖxīd), més conegut tot simplement pel seu nom Unujur, fou emir ikhxídida d'Egipte (946-961).
A la mort del seu pare Muhàmmad ibn Tughj al-Ikhxid el 946, el visir Abu l-Misk Kafur, com a visir, va garantir la successió a Unujur, que era jove. El visir va fer un avantatjós tractat amb l'emir hamdànida d'Alep (947) garantia a Egipte la possessió de Damasc, fins aleshores en poder d'Alep, però reconeixia la possessió hamdànida d'Alep, Homs i Kinnasrin
Una revolta dirigida per Ghalbun el 947-948 fou sufocada. Males collites seguides de fam, van provocar l'augment de preus acompanyats de disturbis el 949 i el 952.
El 954 Unudjur va intentar un cop d'estat per desfer-se de la tutela de Kafur, però el control dels llocs claus per aquest, a l'exèrcit i l'administració, el va fer fracassar; Unudjur va poder conservar el títol de manera nominal. Aquest mateix any un gran incendi va devastar el barri comercial d'al-Fustat i a l'any següent un terratrèmol força destructiu va afectar el país. Aquestes desgràcies combinades amb males collites i nous episodis de fam i augments dels preus, van provocar disturbis al carrer (955).
Abu l-Kasim Anukur ibn al-Ikhshid va morir jove el 961, i el va succeir el seu germà Abu l-Hasan Ali ibn al-Ikhshid amb Kafur com a governant efectiu.